# Frederick H. Evans

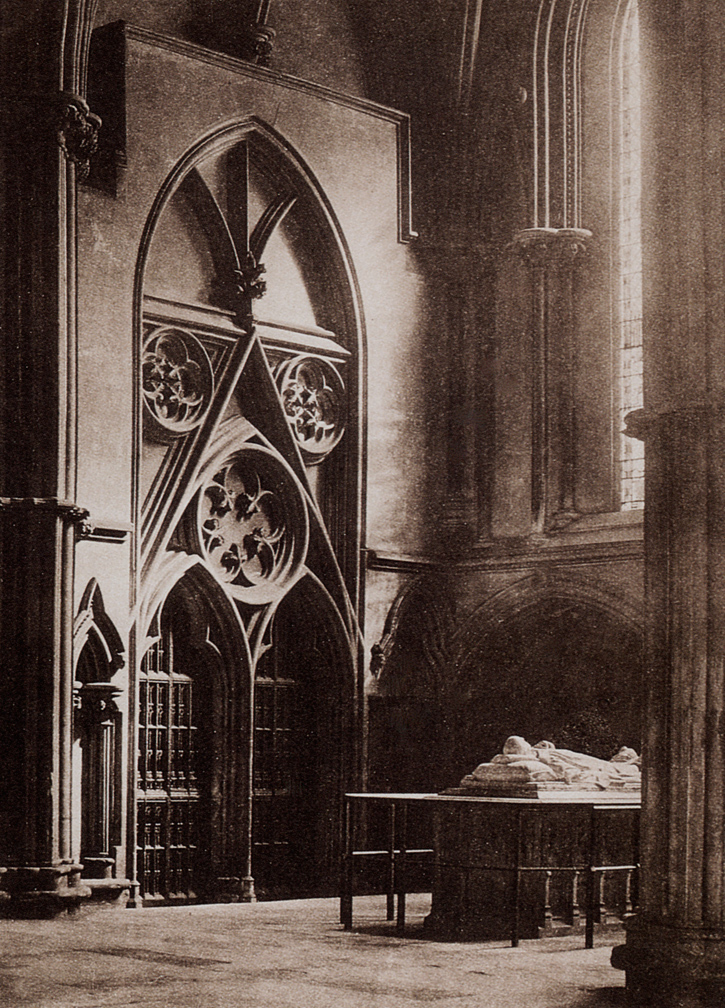
Tumba en la Catedral de York, 1903.

Frederick H. Evans (Londres, 26 de junio de 1853 - Londres, 24 de junio de 1943) fue un fotógrafo inglés conocido por sus fotografías de arquitectura a finales del siglo XIX y principios del siglo XX.
Nacido en Londres su primer trabajo fue en la banca, en 1873 realizó un viaje a Estados Unidos y a su regreso en 1880 comenzó su trabajo como librero, sin embargo en 1898 empezó a dedicarse en exclusiva a la fotografía. Antes de dedicarse a ella era amigo de George Bernard Shaw y Aubrey Beardsley.
Aprendió fotografía de George Smith que era especialista en la toma de fotografías mediante el microscopio y defensor de la fotografía pura, quizá por ello las primeras fotografías premiadas de Evans, con una medalla de la Royal Photographic Society en 1887, fueron de conchas que tomaba con una lente microscópica pero su mayor reconocimiento fue con motivo de las fotografías realizadas a las catedrales medievales de Francia y Gran Bretaña y de modo particular del ambiente que lograba en sus fotografías de los interiores de las catedrales, aunque también se han valorado sus retratos.
En 1897 realizó una exposición de sus fotografía en el Architectural club de Boston y en 1900 hizo una exposición individual en la Royal Photographic Society y entró como miembro de The Linked Ring y en 1903 la revista Camera Work le dedicó un número monográfico.
Su trabajo se enmarca en la corriente pictorialista y entre sus técnicas adoptó la platinotipia. Se encuentra entre los divulgadores de esta corriente en artículos publicados en Amateur photography entre 1903 y 1904. Su relación con el grupo Photo-Secession fue intensa hasta que con motivo de la exposición anual del grupo en 1908 no fue seleccionado y tuvo una controversia con Edward Steichen y Alvin Langdon Coburn, quejándose a Alfred Stieglitz de la exclusión de su fotografía titulada Juana de Arco en Rouen.
Durante la Primera Guerra Mundial se dedicó a realizar reproducciones para ilustrar las caricaturas de Aubrey Beardsley, la obra Virgilio de William Blake y El alfabeto de la muerte de Hans Holbein el Joven, pero al dejarse de producir las placas para la platinotipia abandonó la fotografía. No obstante en 1928 fue elegido «miembro honorario» de la Royal Photographic Society que en 1945 realizó una exposición conmemorativa y un simposio de su obra.